# Кинорегистрация видео
Кинорегистра́ция ви́део (видеоза́пись на кинопле́нку, англ. kinescope) — способ записи и хранения телевизионного видеосигнала при помощи съёмки на киноплёнку изображения с кинескопа. До появления видеомагнитофонов в 1956 году и радиорелейных передающих линий была единственным способом сохранения телепрограмм и их международного распространения. Установка для кинорегистрации представляла собой киносъёмочный аппарат формата 16-мм или 35-мм, установленный на общем основании с видеомонитором и синхронизированный с его кадровой развёрткой. Некоторые телевизионные постановки сохранились до наших дней благодаря использованию этой технологии.
В настоящее время перевод изображения, существующего в электронной форме, на киноплёнку осуществляется фильм-рекордером.

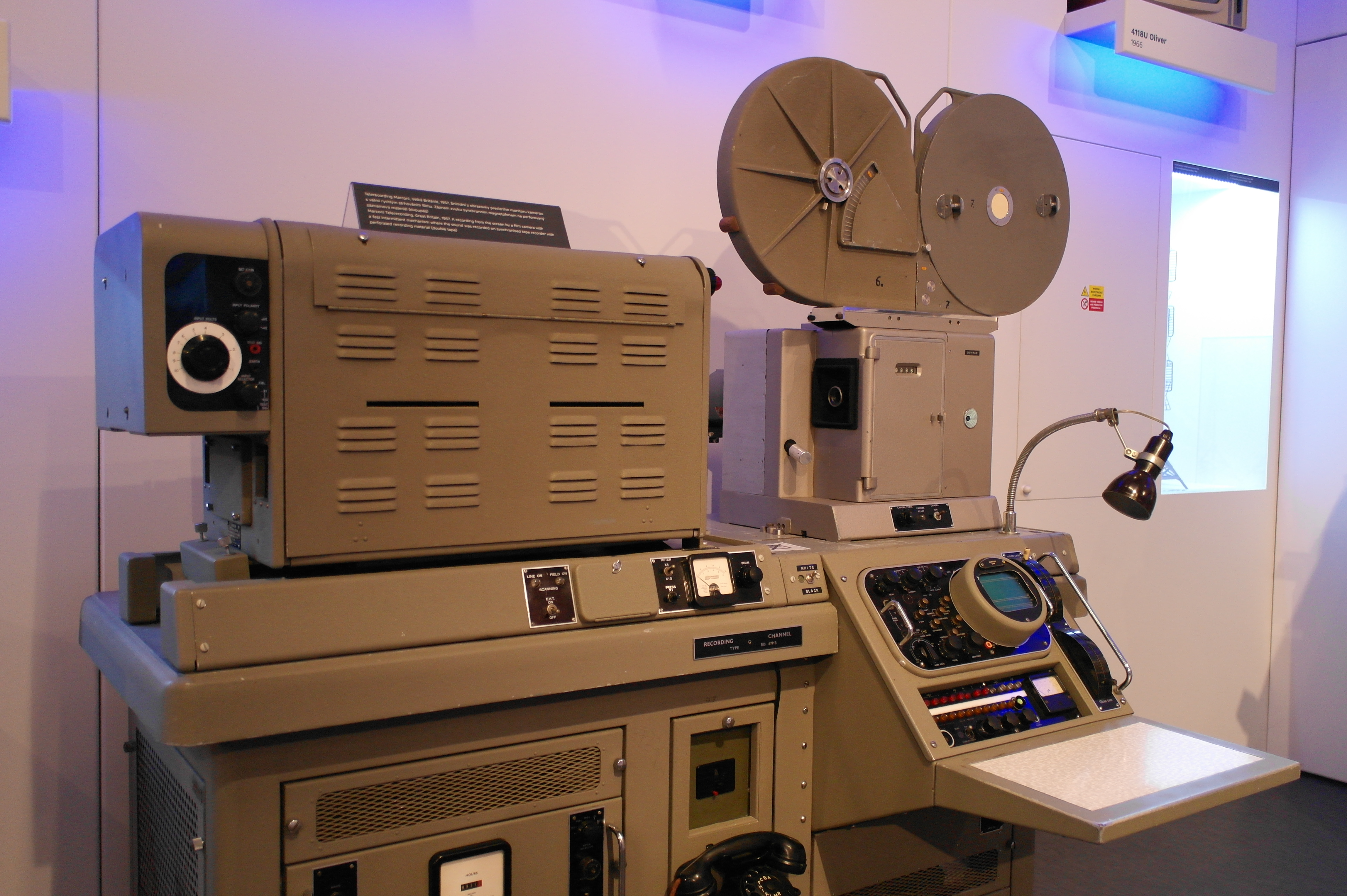
Установка для кинорегистрации телепередач фирмы «Маркони» в экспозиции Чешского национального музея техники

## Историческая справка
Использование киноплёнки на телевидении началось в середине 1930-х годов, когда она применялась вместо чрезвычайно низкочувствительных телекамер в кинотелевизионных системах. Изображение, получаемое при этом на киноплёнке, ничем не отличалось от кинематографического и было пригодно для печати фильмокопий и телекинопроекции. Однако, сложность и низкая мобильность таких «камер» заставила отказаться от них, как только появились электронные камеры, пригодные для натурных съёмок. В это же время делались попытки приспособить киносъёмку с экрана кинескопа для демонстрации изображения на большом экране кинопроектором по аналогичной кинотелевизионной технологии «цвишенфильм».
Качество получаемого изображения было неудовлетворительным из-за низкой разрешающей способности кинотелевизионных систем, устаревших уже к началу 1940-х. Тем не менее, кинорегистрация оставалась единственным способом сохранения телепрограмм до появления видеомагнитофонов. Ранняя киносъёмка с кинескопа проводилась с частотой 8 кадров в секунду и передавала движение обобщенно, что приводило к его прерывистости. В сентябре 1947 года Kodak представил своё устройство под торговым названием «Кинефото» (англ. Kinephoto). Качество изображения и плавность движения удалось повысить, но всё равно получаемый фильм оставлял желать лучшего.
До появления видеозаписи и современных спутниковых систем телетрансляции кинорегистрация использовалась для архивирования и международного обмена телевизионными программами. Полученный с кинорегистратора фильм мог быть доставлен самолётом в другую страну или на другой континент и при помощи телекинопроектора передан по местной телесети. При трансляции в других странах киноплёнка служила в качестве преобразователя телевизионных стандартов разложения за счёт применения только двух почти совпадающих частот регистрации — 24 и 25 кадров в секунду. В этом случае телекинопроекция полученной плёнки могла осуществляться в любым стандарте, минуя проблемы интерполяции кадров и строк, присущие электронным преобразователям. С начала 1950-х годов кинорегистрация получила широкое распространение в США, поскольку в послевоенной Европе телевидение находилось в зачаточном состоянии. Так, в 1951 году американские национальные телесети NBC и CBS еженедельно выпускали более тысячи 16-мм копий телепрограмм для распространения в своих филиалах. В 1956 году только CBS выпускала уже более 2500 еженедельно.
В 1954 году расход киноплёнки телевещателями превзошел её суммарный расход всеми киностудиями Голливуда.
После строительства систем ретрансляции телевизионного вещания, позволявших передавать программы на большие расстояния, кинорегистрация всё равно была необходима для показа телепрограмм в других часовых поясах. Так, в США в 1952 году, через год после запуска радиорелейной трансляции, передавали телесигнал из Нью-Йорка на западное побережье в Лос-Анджелес, где он записывался на киноплёнку двумя аппаратами: на 35-мм негативную киноплёнку и резервная копия на 16-мм обращаемую. После лабораторной обработки киноплёнок записанные таким образом изображение и звук транслировались местными телесетями с трёхчасовой задержкой.
Даже с появлением видеозаписи в стандарте Quadruplex кинорегистраторы применялись для параллельного видеомонтажа. Несовершенство поперечно-строчной видеозаписи позволяло осуществлять монтаж магнитной ленты только механическим путём: с «проявлением» магнитных дорожек специальным составом и последующей склейкой под микроскопом точно по границе между кадрами. Для точного монтажа видеозапись дублировалась на киноплёнке, которая монтировалась, и смонтированный фильм использовался, как основа для монтажа видеоленты.
В СССР киносъёмка с кинескопа впервые осуществлена Павлом Тагером в 1939 году. Советской промышленностью для кинорегистрации выпускались специальные киносъёмочные аппараты «Миг» 35КСТ для 35-мм киноплёнки и узкоплёночные 16КСБ. Грейферные механизмы этих аппаратов оснащались ускорителями, позволявшими повысить коэффициент обтюрации и регистрировать бо́льшую часть каждого телевизионного поля. Аппарат 35КСТ входил в установку кинорегистрации «С-971» с кинескопом 23ЛК10И и звукозаписывающим устройством 25Д-20.

## Технология
Для регистрации видеосигнала применялись специально приспособленные киносъёмочные аппараты, установленные на общем основании с телевизионным монитором. Киносъёмка в большинстве случаев велась на специальную мелкозернистую киноплёнку, предназначенную для съёмки изображения, даваемого люминофором. Для получения на киноплёнке позитивного изображения на экран кинескопа выводилось изображение, «обращённое» в негатив. В некоторых случаях для регистрации использовалась обращаемая киноплёнка, при этом изображение на кинескопе было позитивным. Оператор кинорегистратора имел возможность регулировки яркости и контраста изображения монитора, а также изменения кадрировки в некоторых пределах, хотя традиционный видоискатель в таких аппаратах отсутствовал. Для обеспечения возможности регистрации программ большой длительности кассеты 35-мм аппарата могли обладать ёмкостью до 2000 метров, обеспечивая возможность записи часовой телепрограммы без перезарядки.

### Способы синхронизации
Главная сложность киносъёмки с кинескопа заключается в том, что интервал между кадрами телевизионной развёртки составляет не более 1,6 миллисекунды, за который переместить киноплёнку на шаг кадра не способен ни один скачковый механизм. Особенности развёртки приводят к неполной регистрации изображения кадра, если выдержка, даваемая обтюратором, меньше его длительности. В то же время выдержка не может превышать время неподвижного положения киноплёнки, зависящее от быстроты её перемещения на шаг кадра. Для сокращения холостого интервала в кинорегистраторах применялись грейферные механизмы с ускорителями, основанные на неравномерном вращении ведущего вала механизма. Применение ускорителей было наиболее эффективным в узкоплёночных кинорегистраторах, благодаря малой перемещаемой массе киноплёнки и небольшим моментам инерции подвижных частей. 16-мм регистраторы обеспечивали время перемещения на шаг кадра не более 2 миллисекунд, лишь ненамного превосходящее длительность кадрового гасящего импульса. Кроме того, обтюратор такого аппарата располагался с таким расчётом, чтобы движение кромки его лопасти совпадало с направлением кадровой развёртки. Это уменьшало видимость искажений I рода, проявляющихся в виде полос на изображении.

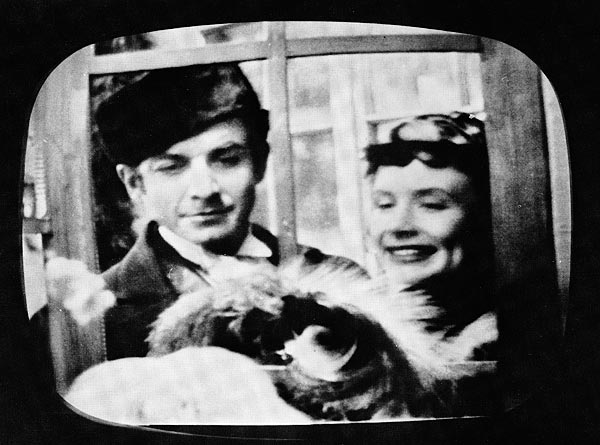
Фрагмент телеспектакля, записанный на киноплёнку

В СССР и Европе, где был принят стандарт разложения 625/50, кинорегистрация проводилась с частотой 25 кадров в секунду, соответствующей кадровой частоте видеосигнала. В этом случае самым простым был «полукадровый» способ кинорегистрации: на киноплёнку снималось только одно из двух полей каждого видеокадра. За время длительности пропущенного поля киноплёнка могла перемещаться обычным грейфером. Однако, при этом терялась половина строк, и полученное изображение обладало разрешающей способностью, вдвое меньшей, чем исходное. Наиболее выгоден был подобный способ при записи телепрограмм в американском стандарте разложения 525/60 с кадровой частотой 30 кадров в секунду. При киносъёмке с частотой 24 кадра в секунду пропускалось не каждое второе поле, а половина каждого третьего. Таким образом, на каждом кадре киноплёнки регистрировались чётное и нечётное поля, обеспечивая полноценную резкость. Большинство таких кинорегистраторов оснащалось механическим обтюратором с углом раскрытия 288°, что обеспечивало выдержку ровно в 1/30 секунды, равную длительности одного кадра. Закрытое состояние длилось 1/120 секунды и равнялось половине длительности поля. Ежесекундно из 60 полей телевизионного изображения регистрировались 48, соответствующие 24 кадрам в секунду. 12 потерянных полей приходились на время закрытия обтюратора и были неизбежной платой за время, необходимое для перемещения киноплёнки грейфером. Потеря части полей не проходила бесследно. Некоторые «половинки» регистрировались на киноплёнке не полностью или наоборот, с «перекрытием». Это приводило к появлению на изображении горизонтальных полос на стыке половин полей, то есть посередине. К тому же, эти полосы получались только на каждом втором кадре, что приводило к их заметному мерцанию с частотой 12 Герц. При запаздывании закрытия обтюратора получался переэкспонированный участок кадра, и на экране появлялась светлая полоса. При слишком раннем закрытии полоса выходила тёмной. Эффект устранялся ручной подгонкой размера лопасти обтюратора.
Развитием «полукадровой» технологии стало отображение на экране кинескопа пропущенного поля со значительно большей яркостью, что, в сочетании с использованием люминофоров с повышенным эффектом послесвечения, обеспечивало съёмку на один кадр обоих полей. Во время съемки менее яркого «рабочего» поля изображение «пропущенного» продолжало слабо светиться на малоинерционном люминофоре, таким образом, оба поля фиксировались с равной яркостью. Со временем эта технология заменила предыдущие в аппаратуре с 35-мм киноплёнкой, мало пригодной для грейферов с ускорителями.
Ещё одним недостатком киносъёмки с кинескопа является очень узкий диапазон полутонов, воспроизводимых люминофором. В результате, используется ничтожная часть фотографической широты киноплёнки, и полученное изображение имеет очень грубую передачу градаций яркости. В наибольшей степени это заметно при регистрации цветного изображения. Частично свободными от этого недостатка были системы со специальной вакуумной камерой, в которой киноплёнка экспонировалась непосредственно электронным пучком. При этом диапазон полутонов не зависел от характеристик люминофора, и получаемое изображение полностью соответствовало качеству видеосигнала. Однако, этот способ требовал постоянной откачки воздуха, что усложняло и удорожало устройство.

### Регистрация цветных телепрограмм
Регистрация цветного изображения связана с проблемами другого рода: использование цветного кинескопа с теневой маской значительно снижает резкость изображения, получаемого на киноплёнке. Чтобы устранить этот недостаток, были разработаны более совершенные методы пересъёмки цветного видео, применявшиеся для перевода цветных видеозаписей и телепрограмм на плёнку. «Кодак» запатентовал технологию «Тринископ», основанную на использовании трёх чёрно-белых кинескопов, одновременно снимавшихся на цветную многослойную киноплёнку через цветные светофильтры. На каждый из кинескопов выводились цветоделённые изображения красного, зелёного и синего цвета без использования масок, давая на киноплёнке качественное цветное изображение.
Компания «Техниколор» использовала три киноплёнки, на каждую из которых снимался отдельный чёрно-белый кинескоп с цветоделённым изображением. В дальнейшем с полученных цветоделённых негативов изготавливались матрицы, предназначенные для печати цветного изображения гидротипным способом. Наиболее совершенной была технология «Видтроникс», также разработанная «Техниколором»: перевод цветной видеозаписи производился на одну цветную киноплёнку трёхкратной съёмкой изображения чёрно-белого кинескопа. Киноплёнка трижды проходила через киносъёмочный аппарат, снимая одну и ту же видеозапись через три цветных светофильтра. Точное совмещение достигалось тщательной синхронизацией всех трёх «прогонов».

### Запись звукового сопровождения
При киносъёмке с экрана кинескопа возможна запись звукового сопровождения на ту же киноплёнку оптическим способом. Однако, чаще всего звук записывался отдельным магнитофоном, синхронизированным с киноплёнкой. В большинстве случаев для точной синхронизации использовались перфорированная магнитная лента и зубчатые барабаны в лентопротяжном механизме магнитофона. Такой способ использовался, например, в кинорегистраторах «Маркони», один из которых изображён на фотографии в начале статьи. Магнитная запись повышала качество звука и упрощала устройство кинорегистратора. В случае необходимости в дальнейшем на основе полученных изображения и фонограммы возможно изготовление совмещённых фильмокопий, однако для повторных трансляций по телевидению воспроизведение чаще всего велось с полученных исходных носителей — киноплёнки и магнитной ленты.

## Кинорегистрация в фильмопроизводстве
Использование киносъёмки с экрана кинескопа значительно удешевляло и ускоряло производство телефильмов. В этом случае постановка кинокартины по технологии аналогична театральному спектаклю, а съёмочный период зависит только от количества площадок и может совпадать с экранным временем. С развитием телевидения появился даже отдельный жанр телепередач — телеспектакль, большинство из которых снималось телевизионными камерами с одновременной записью на киноплёнку. В СССР таким способом сняты телефильмы «Шантаж», «Тысяча душ», «Композиторы за роялем» и «США — опасность справа».
Однако, качество изображения, получаемого при помощи кинорегистраторов, было таким низким, что телекомпании находились в постоянном поиске альтернативных решений. Одним из них была съёмка телепередач сразу на киноплёнку многокамерным методом. Телевизионные передающие камеры полностью исключались из процесса производства, и изображение, сразу полученное на киноплёнке, обладало несравнимо более высоким качеством, чем записанное регистратором. Этот способ обладал единственным, но серьёзным недостатком: производство телепрограмм по кинотехнологии было более длительным, и программа не могла выйти в прямой эфир.
Другой способ, разработанный телесетью DuMont, назывался «Электроник-кам» (англ. Electronicam). При многокамерной съёмке каждая передающая камера была оснащена киносъёмочным аппаратом. Телекамера и киноаппарат имели общий оптическим тракт с полупрозрачным зеркалом, направлявшим свет одновременно на мишень передающей трубки и на киноплёнку. Аналогичная конструкция впоследствии стала применяться в телевизи́рах. При этом изображение с телекамер могло передаваться в эфир, а снимаемое на киноплёнку после лабораторной обработки монтировалось и служило полноценной заменой получаемому с кинорегистраторов. Для точного воспроизведения склеек прямого эфира применялась световая маркировка киноплёнки, обозначающая начало и конец переданного в эфир плана. В других вариантах запуск и останов киносъёмочного аппарата каждой камеры осуществлялся с режиссёрского пульта, синхронно с выбором передающей телекамеры. Это позволяло существенно экономить киноплёнку. Аналогичный принцип лежал в основе системы «Джемини», использовавшей комбинацию передающих камер и 16-мм киносъёмочных аппаратов с общим оптическим трактом.
В оригинальном виде такие системы просуществовали недолго, уступив место видеомагнитофонам, но послужили основой для ряда технологий кинопроизводства. Оборудование «Электроник-кам» впоследствии использовалось для съёмки телефильмов многокамерным методом, в том числе в СССР.
Другая технология, основанная на кинорегистрации видеосигнала, называлась «Электроновижн» (англ. Electronovision) и применялась для создания фильмов на киноплёнке, пригодных для проката в кинотеатрах, но снимаемых телевизионным оборудованием по электронной технологии. В 1960-х — начале 1970-х годов было снято несколько фильмов телевизионными камерами, использующими французский стандарт разложения на 819 строк, и специальных широкополосных видеомагнитофонов формата «Квадраплекс» с последующим переводом видеозаписи на киноплёнку кинорегистратором. Другая технология «Видтроникс», разработанная компанией «Техниколор», использовалась при производстве кинофильма «200 мотелей», снимавшегося телевизионными камерами стандарта PAL 625/50. Оба способа стали предшественниками цифрового кинематографа, получившего широкое распространение в настоящее время.
Несмотря на альтернативные методы регистрации телепрограмм и появление видеозаписи, кинорегистраторы использовались до конца 1960-х годов, как наиболее надёжный и дешёвый, по сравнению с первыми видеомагнитофонами, способ сохранения видеосигнала. Например, телекомпания «Би-Би-Си» в течение 1967 года ежемесячно записывала на киноплёнку до 300 программ и поставила зарубежным партнёрам 1000 таких копий своих передач.